# Serhij Tihipko
Serhij Leonidovyč Tihipko (ukrajinsky Сергій Леонідович Тігіпко; * 13. února 1960, Drăgăneşti poblíž Bělců) je ukrajinský finančník, ekonom a politik.

## Biografie
Tihipko studoval v Dněpropetrovsku, kde se stal komsomolcem a slévárenským inženýrem. Od 90. let pracoval tamtéž v několika bankách, od roku 1994 byl v Kyjevě finančním poradcem tehdejšího prezidenta Leonida Kučmy. Ve vládě premiéra Juščenka (1999–2000) byl ministrem hospodářství. Roku 2000 založil vlastní stranu Trudova Ukrajina, od roku 2009 Sylna Ukrajina („Silná Ukrajina“). V letech 2002–2004 byl hlavou Národní banky Ukrajiny. Během prezidentských voleb 2004 podporoval Viktora Janukovyče, kterému vedl předvolební kampaň.
Tihipko byl jedním z kandidátů v prezidentských volbách 2010. Přestože v prvním kole vypadl, získal 13,05 % hlasů (nejvíce v Dněpropetrovsku a dalších velkoměstech) a skončil jako třetí za Janukovyčem a Tymošenkovou.

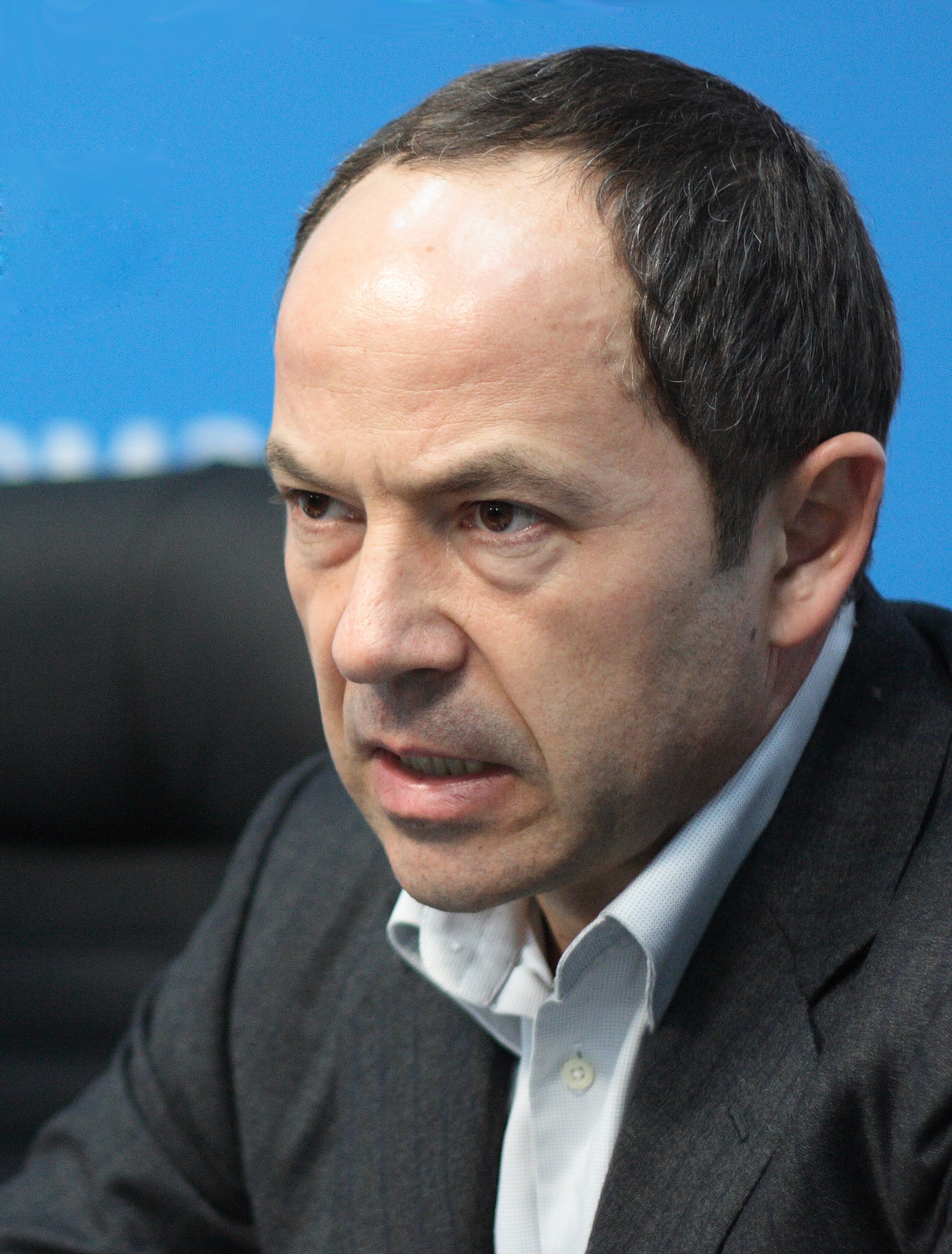
Serhgij Tihipko